# Henryk I (margrabia Marchii Północnej)
Henryk I zwany Długim (ur. ok. 1055/1065, zm. 27 czerwca 1087) – hrabia Stade, od 1082 margrabia Marchii Północnej.

## Życiorys
Henryk I był najstarszym synem hrabiego Stade Lotara Udona II oraz Ody, córki hrabiego Werl Hermana III. W 1076 po bitwie pod Homburgiem jego ojciec został zmuszony do oddania Henryka jako zakładnika królowi Niemiec Henrykowi IV Salickiemu. Po jakimś czasie Henryk jednak uciekł spod opieki królewskiej. Po śmierci ojca w 1082 odziedziczył hrabstwo Stade oraz Marchię Północną.
Dzięki kontaktom z Rusią Kijowską nawiązanym przez małżeństwo krewnej Henryka Ody z księciem Światosławem II, ok. 1086 Henryk poślubił Eupraksję (zwaną też Adelajdą), córkę wielkiego księcia kijowskiego Wsiewołoda I. Jednak już w 1087 zmarł. Nie pozostawił potomków, a owdowiała Eupraksja poślubiła wkrótce cesarza Henryka IV Salickiego.
Wobec braku potomków, dziedzicem i następcą Henryka został jego młodszy brat Lotar Udo III.